# Ehren-Schleusenwärter
Ehren-Schleusenwärter ist eine Hamburger Auszeichnung der Congregation der Alster-Schleusenwärter S.C.
Die Auszeichnung bekommen die Personen, die sinnbildlich „die ,Schleusen‘ für die Hansestadt öffnen“. Nach Angaben der Gesellschaft ist die Auszeichnung eine „Verdienstmarke“ und wird zusammen mit einer Urkunde verliehen. Der Ehrentitel gehört zu den wichtigsten Auszeichnungen der Hansestadt, die nicht von offizieller Stelle verliehen werden. Die Preisträger stammen aus den verschiedensten öffentlichen Bereichen wie Sport, Medien, Wirtschaft oder Politik und werden von einem achtköpfigen Gremium, dem unter anderem die Geschäftsführerin der ATG, Gabriele Müller-Remer, angehört, in einer nicht öffentlichen Sitzung ausgewählt. Die Auszeichnung wird traditionell seit 1982 im Alsterpavillon überreicht.

## Preisträger

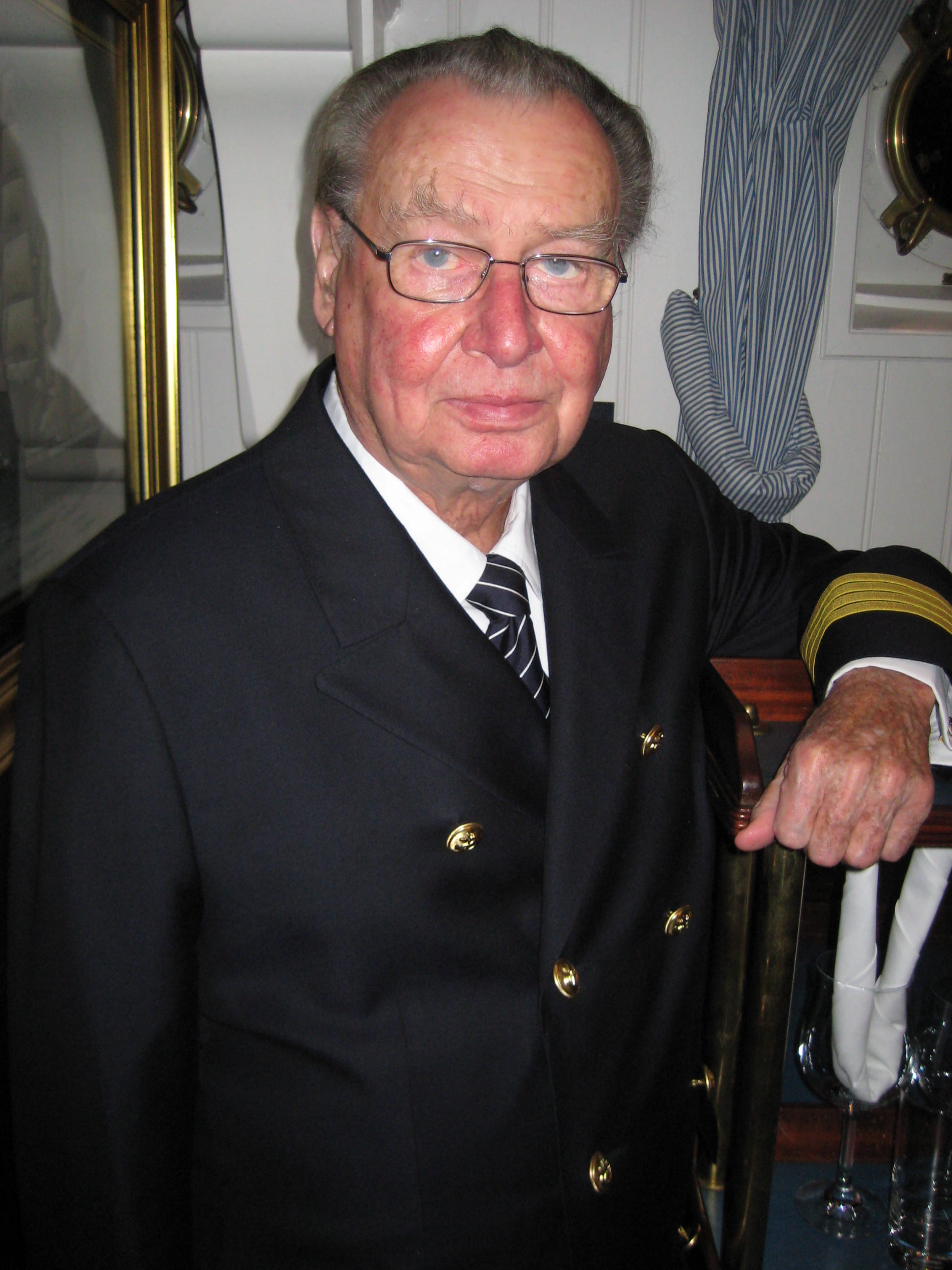
Peter Tamm, Ehrenschleusenwärter von 1990

Die Ehren-Schleusenwärter, geordnet nach dem Verleihungsjahr, sind:
- 1981: Freddy Quinn
- 1982: Uwe Seeler
- 1983: James Last
- 1984: Jürgen Roland
- 1984: Friedrich Schütter
- 1985: Gyula Trebitsch
- 1986: Heidi Kabel
- 1987: Rolf Liebermann
- 1987: Kurt A. Körber
- 1988: Michael Otto
- 1989: Eberhard Möbius
- 1990: Peter Tamm
- 1991: Heinz Reincke
- 1992: Gert Prantner
- 1994: John Neumeier
- 1995: Hans-Otto Schümann
- 1996: Hannelore und Helmut Greve
- 1997: Carl Claus Hagenbeck[3]
- 1999: Annemarie Dose
- 2000: Rolf Zuckowski
- 2002: Sandra Völker
- 2003: Jan Fedder
- 2004: Albert Darboven
- 2005: Hermann Schnabel
- 2007: Siegfried Lenz
- 2008: Thomas Straubhaar
- 2009: Christian Seeler
- 2011: Volker Lechtenbrink
- 2012: Frederik und Gerrit Braun
- 2013: Reinhold Beckmann
- 2014: Gerhard Strate
- 2015 Angelika Bachmann, Sonja Lena Schmid, Iris Siegfried, Anne-Monika von Twardowski (alle Salut Salon)
- 2016: Dorit und Alexander Otto
- 2018: Michael Batz
- 2019: Tim Mälzer[4]
- 2022: Marylyn Addo[5]
- 2023: Boris Herrmann[6]
- 2024: Luisa Neubauer[7]
- 2025: Marvin Willoughby[8]